# 가와카미정
가와카미정(川上町)은 오카야마현 중앙부 (가와카미군)에 위치해 히로시마현과 접했던 정이다. 현재는 합병으로 다카하시시가 되어있다.

## 지리
기비 고원에 위치하며 대부분 고원과 산림으로 차지하고 있다. 오카야마현 중서부에 위치하고 있으며, 정 서쪽은 일부 히로시마현에 접하고 있다
정 서부에 위치한 야타카산에는 캠핑장·자연공원이 있어 휴양지가 되고 있으며, 아름다운 운해의 명소로 알려져 있다.

## 역사
- 1889년 6월 1일 - 정촌제 시행에 의해 가와카미군 데조촌·오가촌·다카야마촌이 성립하였다.
- 1950년 4월 1일 - 정으로 승격해 데조정이 되었다.
- 1950년 4월 1일 - 가와카미군 데조정, 오가촌, 다카야마촌의 1정 2촌이 합병해 가와카미정이 되었다.
- 2004년 10월 1일 - 다카하시시, 가와카미군 나리와정, 우칸정, 빗추정과 대등 합병해 다카하시시가 되었다. 동일 가와카미정은 폐지되었다.

## 교통

### 철도
- 서일본 여객철도 하쿠비 선

### 도로
- 국도 제313호선 (일본)(일본어판)